# Richárd Rapport
Richárd Rapport (ur. 25 marca 1996 w Szombathely) – węgierski szachista, arcymistrz od 2010 roku. Od września 2022 oficjalnie reprezentował Rumunię. W maju 2024 zdecydował się ponownie reprezentować Węgry.

## Kariera szachowa
Zasady gry w szachy poznał w wieku 4 lat. Pierwsze sukcesy odniósł w 2006 zdobywając brązowy medal mistrzostw Węgier juniorów do 10 lat oraz tytuł mistrza Unii Europejskiej juniorów do 10 lat. W 2007 zdobył tytuł mistrza kraju juniorów w szachach szybkich oraz po raz pierwszy w życiu zwyciężył zawodnika z tytułem arcymistrza, miało to miejsce podczas turnieju Aschach Open, a pokonanym był Ralf Lau. Kolejne sukcesy to mistrzostwo Węgier juniorów do 12 lat (2008), I m. w turnieju First Saturday w Budapeszcie (2008, edycja IM July), II m. w turnieju Genset Cup w Szombathely (2009, za Istvanem Siposem), tytuł drużynowego wicemistrza Węgier (2009) oraz przyznanie tytułu mistrza międzynarodowego (2009).
Normy arcymistrzowskie wypełnił w Budapeszcie (turnieje First Saturday GM Aug 2009 – dz. II m. za Jarosławem Żerebuchem, wspólnie z Mychajło Ołeksijenko i First Saturday GM Feb 2010 – I m.) oraz w Szentgotthardzie (2010, dz. II m. za Aleksandrem Bielawskim, wspólnie z Lajosem Portischem). Dzięki sukcesowi w tym turnieju, w wieku 13 lat, 11 miesięcy i 15 dni został najmłodszym w historii węgierskich szachów arcymistrzem (wynik ten dawał mu wówczas 5. miejsce w klasyfikacji najmłodszych arcymistrzów wczech czasów, za Siergiejem Karjakinem, Parimarjanem Negim, Magnusem Carlsenem i Bu Xiangzhi). W 2010 podzielił również II m. (za Dominikiem Orzechem, wspólnie z Pavkem Šimáčkiem) w kołowym turnieju w Mariańskich Łaźniach. W 2012 zdobył w Atenach tytuł wicemistrza świata juniorów do 20 lat. W 2013 podzielił I m. (wspólnie z Arkadijem Naiditschem) w turnieju Tata Steel–B w Wijk aan Zee, zwyciężył w turnieju Neckar-Open w Deizisau, podzielił I m. (wspólnie z Nigelem Shortem i Nilsem Grandeliusem) w turnieju Sigeman & Co w Malmö oraz zdobył w Warszawie tytuł indywidualnego mistrza Europy w szachach szybkich. W 2014 podzielił I m. w Paraćinie (wspólnie z Akshatem Chandrą) oraz w Rydze (wspólnie z Hrantem Melkumianem).
W 2022 zajął drugie miejsce przed Hikaru Nakamurą w FIDE Grand Prix 2022, zdobywając 20 pkt.
Wielokrotnie reprezentował Węgry w turniejach drużynowych, m.in.:
- na olimpiadzie szachowej (w roku 2014); medalista: wspólnie z drużyną – srebrny (2014)[12],
- na drużynowych mistrzostwach Europy juniorów do 18 lat (w roku 2010); medalista: wspólnie z drużyną – brązowy (2010)[13],
- czterokrotnie na turniejach o Puchar Mitropa (Mitropa Cup) (w latach 2009, 2010, 2011, 2012); trzykrotny medalista: wspólnie z drużyną – złoty (2012), srebrny (2010) oraz brązowy (2009)[14].

Najwyższy ranking w dotychczasowej karierze osiągnął 1 kwietnia 2022, z wynikiem 2776 punktów zajmował wówczas 7. miejsce na światowej liście FIDE, jednocześnie zajmując 1. miejsce wśród węgierskich szachistów.
Richárd Rapport ma własnego menedżera, w gronie jego trenerów znajdują się m.in. arcymistrzowie Péter Lukács, Zoltán Ribli, Róbert Ruck, József Pintér, jak również Aleksander Bielawski i Adrian Michalczyszyn.